# Еквівалентна потужність шуму
Еквівалентна потужність шуму, ЕПШ (англ. noise-equivalent power, NEP, також зустрічаються назви рівноцінна потужність шуму, порогова чутливість) є мірою чутливості детектуючих систем, зокрема, оптичних приймачів. Вона визначається як такий рівень корисного сигналу, що викликає реакцію приймача, що дорівнює рівневі шуму. Іншими словами, такий еталонний сигнал дає співвідношення сигнал/шум (ССШ), рівне 1. На практиці бажано мати якомога нижчу ЕПШ, адже це відповідає високому ССШ, і, отже, успішнішій реєстрації сигналу.

## Способи дефініції
Поняття еквівалентної потужності шуму є більше ідеєю, аніж строгою фізичною величиною, тому конкретні формули визначення та одиниці вимірювання обираються по-різному, аби пасувати кожній практичній задачі.
Часто ЕПШ визначається як мінімамально допустимий потік сигналу на площу детектора і поділений на квадратний корінь смуги пропускання (англ. bandwidth) реєстратора. В такому разі, ЕПШ вимірюється в ваттах на (герц)1/2. 
{\displaystyle NEP={\frac {HAV_{N}}{V_{S}{\sqrt {\Delta f}}}}}, 
де H - мінімальний потік випромінювання, A - площа детектора, {\displaystyle {\frac {V_{S}}{V_{N}}}} - співвідношення сигнал/шум, {\displaystyle \Delta f} - смуга пропускання.
Варто зауважити, що слово "потужність" в назві терміна не є дослівно коректним, оскільки ЕПШ не завжди вимірюється у ваттах.

## Сенс введення ЕПШ
Перевага вираження чутливості детектора саме в ЕПШ, на відміну від ССШ є те, що ЕПШ залишається постійною для певного детектора. Наприклад, якби детектор був поміщений на відстані 1 метра від досліджуваного джерела, йому відповідало би деяке значення ССШ. Якщо потім перемістити детектор на відстань 2 метрів від джерела, кількість поступаючої енергії від джерела скоротиться, але шум можна вважати таким самим, тому ССШ погіршиться. Однак ЕПШ буде залишатися однаковою незалежно від відстані.